# Giuseppe Enrici
Giuseppe Enrici (Pittsburgh, 2 de enero de 1898 - Niza, fallecido el 1 de septiembre de 1968) fue un ciclista profesional italiano de los años 1920 cuyo mayor logro en su carrera deportiva fue la victoria en la clasificación general del Giro de Italia 1924.
Anteriormente participó en el Giro de Italia en 1922 y 1923 actuando como gregario de Giovanni Brunero, terminando 3º y 6º, respectivamente, en la clasificación general.
Acudió también al Tour de Francia en los años 1924 y 1925, pero ni destacó ni terminó la carrera en ninguna de las ediciones.

## Palmarés
1922
- 3.º en el Giro de Italia

1924
- Giro de Italia , más 2 etapas

1928
- 2 etapas en el Tour du Sud-Est

## Resultados en Grandes Vueltas
Durante su carrera deportiva ha conseguido los siguientes puestos en las Grandes Vueltas:
| Carrera         | 1922 | 1923 | 1924 | 1925 | 1926 | 1927 | 1928 | 1929 | 1930 |
| --------------- | ---- | ---- | ---- | ---- | ---- | ---- | ---- | ---- | ---- |
| Giro de Italia  | 3º   | 6º   | 1º   | Ab.  | 5º   | Ab.  | 13º  | -    | -    |
| Tour de Francia | -    | -    | Ab.  | Ab.  | -    | -    | -    | -    | -    |
| Vuelta a España | X    | X    | X    | X    | X    | X    | X    | X    | X    |